# Streek-GR Haspengouw

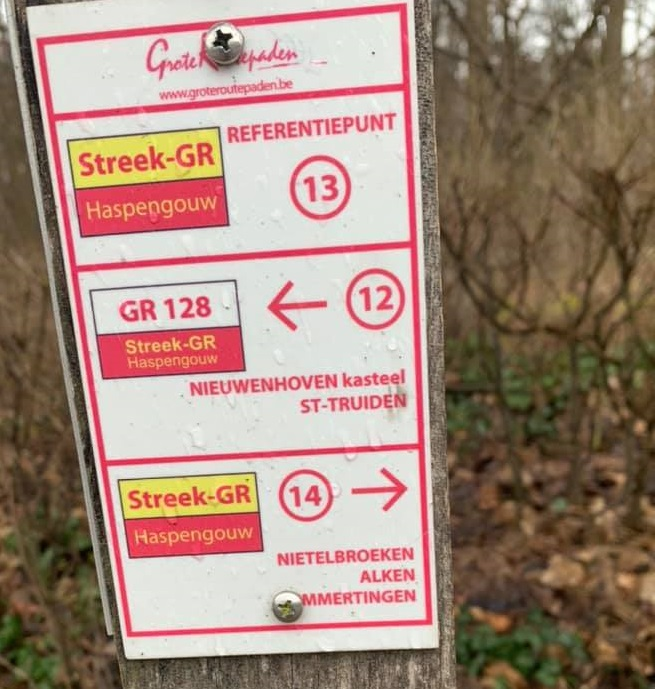

De Streek-GR Haspengouw is een GR-pad in Vlaanderen (hoofdroute van circa 129 kilometer en variante van 59 kilometer). Het lusvormige streekpad door Limburgs Haspengouw is bewegwijzerd met geel-rode markeringen (en wit-rode als ze samenloopt met een andere GR). De Streek-GR Haspengouw loopt onder andere door Kortenaken, Bilzen, Tongeren, Heers, Sint-Truiden, Alken.
De GR-route loopt onder andere langs Alden Biesen, Nieuwenhoven, Begijnhof van Tongeren.